# Сеара
Сеара́ (порт. Ceará) — штат на северо-востоке Бразилии. Административный центр — город Форталеза.

## Географическое положение и рельеф
Штат на побережье Атлантического океана и северо-восточной окраине Бразильского плоскогорья. Площадь — 148 920,5 км².

## Палеонтология
На территории штата находятся выходы формаций Крато и Сантана, образовавшихся в раннем меловом периоде. В 2015 году из аптского яруса формации Крато была описана древнейшая из известных в Южной Америке энанциорнисовых птиц. Животное получило название Cratoavis cearensis в честь геологической формации и штата Сеара, где обнаружили его окаменелость.

## Население
Согласно сведениям, собранным в ходе переписи 2010 г. Национальным институтом географии и статистики (IBGE), население штата составляет:
| Полное население                       | Полное население                       | Полное население                       | Полное население                       | 8 452 381 |
| -------------------------------------- | -------------------------------------- | -------------------------------------- | -------------------------------------- | --------- |
| в том числе:                           | Городское население                    | 6 346 569                              | Процент городского населения, %        | 75,09     |
|                                        | Сельское население                     | 2 105 812                              | Процент сельского населения, %         | 24,91     |
|                                        | Мужское население                      | 4 120 088                              | Процент мужского населения, %          | 48,74     |
|                                        | Женское население                      | 4 332 293                              | Процент женского населения, %          | 51,26     |
| Плотность населения, чел/км²           | Плотность населения, чел/км²           | Плотность населения, чел/км²           | Плотность населения, чел/км²           | 56,77     |
| Население штата в % к населению страны | Население штата в % к населению страны | Население штата в % к населению страны | Население штата в % к населению страны | 4,43      |

Население штата увеличилось с 4,5 млн человек в 1970 до 8,5 млн в 2010 году. Административный центр — Форталеза. Население штата представлено в основном смешанным и цветным населением (более 60 % всего населения), образовавшимся в результате смешения португальских колонизаторов с автохтонным индейским и завезённым африканским населением. Чернокожее население составляет около 3 %. Белое население (37 %) также значительно, однако большая его часть проживает в Форталезе и так или иначе имеет примесь чёрной и/или индейской крови, и восходит в основном к потомкам португальцев, осевших на побережье в XVI—XVII веках. В отличие от юга Бразилии, в Сеаре мало потомков недавних иммигрантов из Польши, Германии, Италии и Испании.

## Административное устройство
Административно штат разделён на 7 мезорегионов и 33 микрорегиона. В штате — 184 муниципалитета.

## Экономика
Основа экономики штата — сельское хозяйство. Выращивают хлопчатник (17 % общенационального сбора хлопка, 1970), бананы, сахарный тростник, маниок, кукурузу, фасоль, кофе, табак. Сбор воска карнаубской пальмы (около 40 % национального производства, 1-е место в стране), бразильского ореха (около 40 %), натурального каучука. В засушливых районах распространено перегонное скотоводство. Некоторое развитие имеет и переработка сельхозсырья (текстильная, мясоконсервная, сахарная промышленность). Тем не менее, на долю промышленности в 1999 приходилось всего 39,3 % ВВП штата, 60,7 % по-прежнему занимало сельское хозяйство.